# Associação das Nações Unidas
A Associação das Nações Unidas (UNA) é uma organização não governamental que existe em vários países para melhorar a relação entre o povo dos Estados Membros e as Nações Unidas para aumentar a consciência pública da ONU e do seu trabalho, de modo a promover os objetivos gerais da UN.
Existem actualmente mais de 100 UNAs em todo o mundo. Os secretariados da Federação Mundial das Associações das Nações Unidas estão localizados em Genebra, Seul e Nova York.

## Festival de Cinema
A UNA realiza anualmente um festival internacional de documentários em Palo Alto, denominado "Festival de Cinema da Associação das Nações Unidas" (UNAFF). O festival foi fundado em 1998 para comemorar o 50º aniversário da Declaração Universal dos Direitos Humanos e é um dos mais antigos festivais de cinema especificamente para documentários apenas nos Estados Unidos.
 